# Strøby Egede
Strøby Egede is een plaats in de Deense regio Seeland, gemeente Stevns. De plaats telt 3656 inwoners (2008).